# Postdoc
Postdoc (selten auch Post-Doc oder im Deutschen auch Postdoktorand) ist ein Wissenschaftler, der nach Beendigung einer Promotion den Doktorgrad erlangt hat und nun an einer Universität oder einem Forschungsinstitut befristet tätig ist. Während dieser Zeit arbeitet er an Forschungsprojekten, wobei die Stelle des Postdoktoranden meist durch Drittmittel finanziert wird. Im Englischen ist Postdoc die Kurzbezeichnung von Postdoctoral scholar oder Postdoctoral researcher, was im Rahmen der Anglifizierung der Wissenschaften auch als Herkunft für diesen Begriff gilt.

## Beschreibung
Die Anstellung umfasst in der Regel einen Zeitraum von sechs Monaten bis zu sechs Jahren; typisch sind zwei Jahre. In den meisten Ländern gibt es spezifische Stipendien für Ausland-Postdocs. Insbesondere in den Naturwissenschaften – speziell in der Grundlagenforschung – kann es notwendig sein, statt einer festen Anstellung eine oder mehrere Postdoc-Stellen nacheinander anzunehmen.
Doktorand ist die Bezeichnung von Personen, die eine Promotion anstreben (z. B. im Rahmen eines Doktoratsstudiums). Post-Doktorand (wörtlich nach dem Doktoranden) würde begrifflich auch Personen umfassen, welche dieses ohne Erwerb eines Doktorgrads beenden oder abbrechen. Beim Postdoc wird die erfolgreiche Promotion dagegen vorausgesetzt. Insofern ist die Eindeutschung „Postdoktorand“ für Postdoc nicht ganz exakt.

## Motivation
Dabei können folgende Aspekte im Vordergrund stehen:
1. dass eine unbefristete Stelle meist überhaupt nicht zur Verfügung steht,
2. die Vertiefung wissenschaftlicher Kenntnisse und Fertigkeiten des Postdoktoranden und der Ausbau seiner Publikationsliste und/oder
3. das Sammeln von Erfahrungen, bevorzugt bei bekannten und renommierten Persönlichkeiten oder Arbeitskreisen des betreffenden Fachgebietes, möglichst an einer anderen Universität als der des vorherigen Studiums und oft im Ausland.

Besonders in den Naturwissenschaften ist eine Stelle als Postdoktorand im Ausland oft ein notwendiger Schritt hin zu einer Habilitation und einer akademischen Laufbahn zur Professur. Das Postdoktorat wird gelegentlich mit den Wanderjahren eines Handwerksgesellen verglichen, der in dieser Zeit auch Erfahrungen außerhalb seines angestammten Umfeldes erlangen sollte.